# Pindanetje

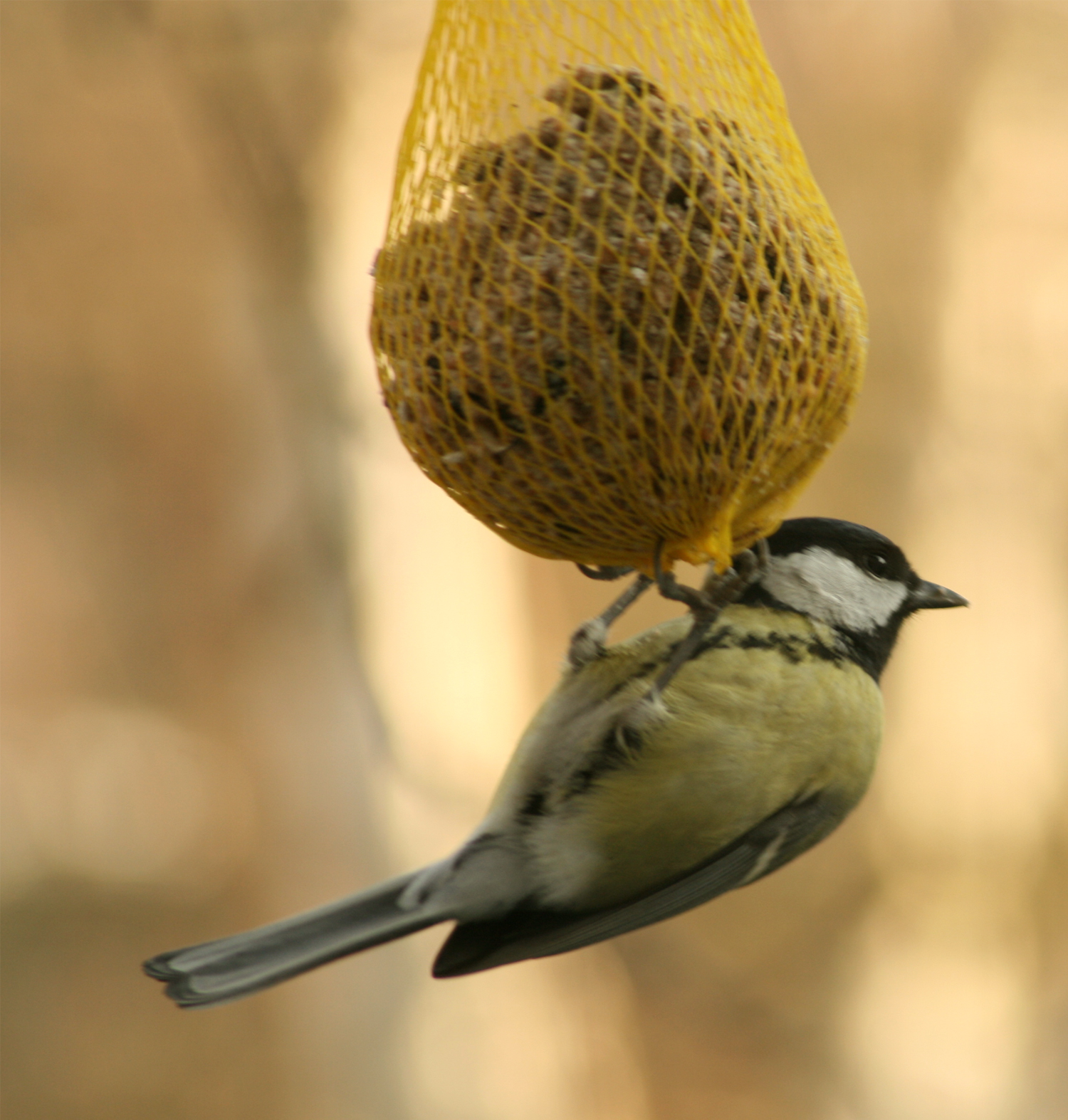
Koolmees aan een voedingsnetje

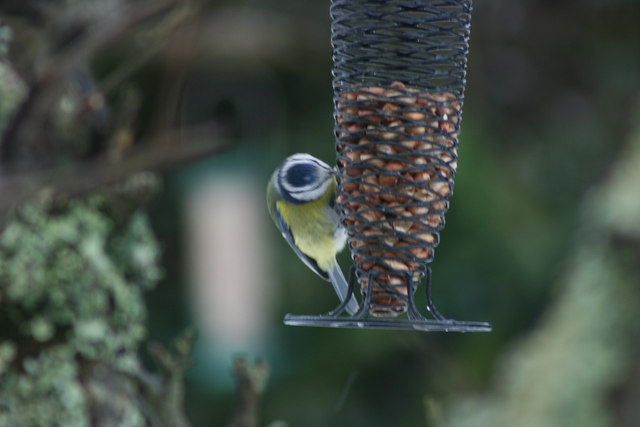
Pimpelmees op metalen pindadispenser

Een pindanetje is een netje waarin pinda's zitten, dat dienstdoet voor voedering van vogels buiten.
Pindanetjes kunnen kant-en-klaar in de winkel worden gekocht, vaak in pakketten waar ook vetbolletjes deel van uitmaken. Men kan ze ook zelf maken, eenvoudig door pinda's in een netje te stoppen. Zoals bij het vetbolletje het geval is, zullen kleine zangvogels, zoals de koolmees, het roodborstje, de huismus en vinken, aan pindanetjes hangen om ervan te kunnen eten.
Vooral tijdens de winter, wanneer moeilijker voedsel in de natuur gevonden kan worden, kunnen vogels vaak overleven dankzij wintervoeding zoals deze pindanetjes.
Behalve dat het nuttig is voor de dieren, vergemakkelijken pindanetjes ook de observatie van de vogels, wat een van de redenen is waarom mensen ze ophangen.
Er zijn zowel pindanetjes met gepelde als met ongepelde pinda's in de handel.